# Albert Bridge (Glasgow)
Die Albert Bridge ist eine Straßenbrücke in der schottischen Stadt Glasgow. 1977 wurde das Bauwerk in die schottischen Denkmallisten zunächst in der Kategorie B aufgenommen. Die Hochstufung in die höchste Denkmalkategorie A erfolgte 2004. Des Weiteren bildet die Brücke zusammen mit verschiedenen umliegenden Brücken ein Denkmalensemble der Kategorie A.

## Geschichte
Am Standort wurde zu Beginn der 1830er Jahre eine Brücke errichtet. Robert Stevenson entwarf die fünfbögige, elegante Brücke. Die Bauarbeiten führte John Steedman aus, wobei Gesamtkosten in Höhe von 48.900 £ anfielen. Auch auf Betreiben Daniel Millers wurde diese Brücke in den 1860er Jahren als unsicher eingestuft. Vermutlich überschätzte Miller bei einem Gutachten 1865 die Folgen der Clyde-Vertiefung auf die Stabilität erheblich. Obschon Pläne für eine Überarbeitung zur Stabilisierung der alten Brücke existierten, deren Umsetzung zudem bedeutend günstiger gewesen wäre, entschied man sich für einen Brückenneubau.
Die heutige Albert Bridge wurde zwischen 1868 und 1871 nach einem Entwurf von Bell & Miller erbaut. Das Unternehmen Hanna, Donald & Wilson aus Paisley führte die Bauarbeiten aus. Die Gesamtkosten beliefen sich auf 62.328 £. In den 2000er Jahren wurde die Albert Bridge restauriert.

## Beschreibung
Die 18,3 m breite Albert Bridge überspannt den Clyde am Südostrand des Stadtzentrums am Glasgow Green mit drei flachen Segmentbögen. Während der zentrale Bogen eine Spanne von 35 m aufweist, sind die flankierenden Bögen mit 33 m etwas kürzer. Die Pfeiler gründen auf gusseisernen Zylindern. Auf diesen ruhen acht schmiedeeiserne Bögen, welche den Unterbau der Brücke bilden. Die Pfeiler mit ihren spitzen Eisbrechern sind mit rotem Granitquadern mit grauen Kappen verblendet. Die Zwickel der Bögen zieren Gusseisenornamente mit dem Glasgower Stadtwappen. Die abschließenden Pfeiler sind mit Bronzereliefen Königin Viktorias und Prinz Alberts gestaltet.